# Adiantum balfourii
Adiantum balfourii är en kantbräkenväxtart som beskrevs av Bak. Adiantum balfourii ingår i släktet Adiantum och familjen Pteridaceae. Inga underarter finns listade.